# Kuo Yi-hang
Kuo Yi-hang (chiń. 郭羿含; ur. 2 czerwca 1975 w Pingdong) – sztangistka z Tajwanu, brązowa medalistka igrzysk olimpijskich.

## Kariera
Podczas igrzysk olimpijskich w Sydney w 2000 roku wywalczyła brązowy medal w wadze ciężkiej. W zawodach tych wyprzedziły ją jedynie Kolumbijka María Isabel Urrutia oraz Ruth Ogbeifo z Nigerii. Wszystkie trzy zawodniczki uzyskały taki sam wynik w dwuboju, o brązowym medalu dla reprezentantki Chińskiego Tajpej zdecydowała najwyższa waga ciała. Był to jej jedyny start olimpijski. Była też czwarta w tej samej kategorii wagowej na mistrzostwach świata w Atenach w 1999 roku i rozgrywanych dwa lata później mistrzostwach świata w Antalyi.